# Asmaa bint Marwân
 (septembre 2016).
Asma bint Marwan (en arabe : عصماء بنت مروان, « Asma, fille de Marwan ») est une poétesse qui a vécu à Médine, dans le Hedjaz, en Arabie médiévale. Elle appartient aux Banu Khatma, certainement la personne le plus influent du clan Umayya b. Zayd, voire des Aws-Manat[pas clair]. Elle a été leur porte-parole.
Elle aurait été exécutée en 642 pour des critiques  envers Mahomet.

## Vie et mort dans les sources musulmanes

### Ibn Ishaq
Selon Ibn Ishaq, dans sa Sira Rasul-Allah, qui constitue le premier corps biographique ancien sur Mahomet, Asmaa, émue de l'assassinat du vieux Abou Afak à Médine, écrivit des poèmes pour dénigrer l'islam et Mahomet, reprochant aux Médinois d'obéir à un chef qui n’est pas de leur lignée. Après avoir entendu les poèmes, Mahomet aurait dit : « Qui me vengera d'Asmaa bint Marwan ? » Umair ibn Ada Al-Khatami entendit ces paroles et dit : « Ô Messager d'Allah, je l'ai tuée ! Serai-je puni par Dieu pour cela ? » Mahomet aurait alors répondu : « Deux chèvres ne se donneraient pas des coups de cornes pour ce meurtre. »

### Ibn Saad
Selon Ibn Saad, Asma était l'épouse de Yazid ibn Zaid ibn Hisn al-Khatami. Elle avait l'habitude d'insulter l'islam, de mettre en colère Mahomet et de pousser les gens contre lui, par la composition de vers. Umair ibn Uday est venue chez elle la nuit, ses enfants dormaient à côté d'elle, tandis qu'elle allaitait l'un d'eux. Il la poignarda à la poitrine avec son épée, puis il revint à Médine. Le prophète des musulmans lui dit: « La fille de Marwan a-t-elle été tuée ? », et il répondit que cela fut fait.

## Authenticité de l'événement

### Du point de vue des érudits musulmans
Il se peut que le meurtre de la poétesse ait eu lieu avant la plainte de Mahomet, le meurtrier ayant avoué son geste juste après la plainte.[réf. nécessaire] Ibn Ishaq ne le montre pas agir entre-temps; selon lui, il n'est donc pas certain que l'ordre de tuer Asma bint Marwan fût venu expressément de Mahomet, d'autant plus que le fait de tuer une femme sans armes, même mécréante, était interdit en islam, selon les hadiths d'al-Boukhari et la Sira de Tabari.[réf. souhaitée]
Si l'on considère qu'une femme poétesse pouvait attaquer l'islam avec des mots, pousser les gens à la révolte (et donc pouvait être tuée), on peut alors se demander pourquoi Mahomet aurait fait tuer Asma bint Marwan et aurait épargné la Mecquoise Hind bint Utba.[réf. nécessaire] En effet, Hind avait été encore plus active dans la haine contre l'islam en poussant les Mecquois à la guerre ouverte contre les musulmans à la bataille d'Uhud, en 625. Hind bint Utba aurait même mutilé les cadavres des musulmans, dont le cadavre de Hamza, oncle de Mahomet. Mahomet pardonna ses crimes à Hind et lui laissa la vie, en 630,,.
Les mouhaddithun (spécialistes des hadiths) comme Boukhari, Ibn Maīn, An-Nassa'i, Ibn al-Jawzi, Majdi, Ibn ‘Adiyy, Ad-Daaraqutni ainsi que Al-Albani ont rejeté le hadith, déclarant qu’il s’agit d’une invention (hadith mawdhou), puisque le rapporteur Muhammad ibn al-Hajjaaj est considéré comme "menteur avéré" par tous les savants spécialistes de hadith et que donc les chaînes de témoins par lesquelles l’histoire fut transmise étaient mauvaises,,,,,. 
Il y aurait également un problème avec son contenu (matn) puisqu’il est rapporté dans de nombreux hadiths, comme celui rapporté par Abou Dawoud, que Mahomet a dit « de ne pas tuer de femmes ». La réfutation de certains contenus du hadith comporte cependant un problème épistémologique sur les sources biographiques du prophète Mahomet, du moment que la sîra d'Ibn Ishaq constitue un document unique, en étant la première biographie complète transmise par la tradition islamique, et qu'elle doit être impérativement prise en compte pour les recherches historiques sur Mahomet.[réf. nécessaire]

### Du point de vue des historiens critiques
Le savant islamologue d'origine iranienne Ali Dachti considère important l'assassinat d'Asma bint Marwan, dans son analyse biographique de Mahomet, ainsi que le Pr Alfred Guillaume, spécialiste en islamologie et théologie islamique et traducteur de la Sira d'Ibn Ishaq, dans son célèbre étude sur le sujet.
Jane Smith, dans son ouvrage "Women, Religion and Social Change in Early Islam" ("Femmes, religion et changement social dans l'Islam des origines", non traduit) insiste quant à elle sur l’importance des poètes à l'époque et suggère que Mahomet ordonna l’exécution de poètes comme bint Marwan et Abu Afak parce qu’il s’inquiétait de leur influence.